# اسکات اسپیگل
اسکات اسپیگل (انگلیسی: Scott Spiegel؛ زادهٔ ۲۴ دسامبر ۱۹۵۷) کارگردان، هنرپیشه و تهیه‌کننده اهل ایالات متحده آمریکا است.